# Golgos
Golgos (Oudgrieks: Γόλγος) was een zoon van Adonis en Aphrodite, die gedacht werd zijn naam te hebben gegeven aan de stad Golgi in Cyprus. (Schol. ad Theocrit., XV 100.)

## Referentie
- https://web.archive.org/web/20061004170732/http://www.ancientlibrary.com/smith-bio/1387.html